# Charles-François Lebrun
Charles-François Lebrun (Saint-Sauveur-Lendelin, 19 de março de 1739 – Sainte-Mesme, 16 de junho de 1824) era um estadista francês que serviu como Terceiro Cônsul da República Francesa, sendo posteriormente nomeado príncipe do Império por Napoleão I.

## Biografia

### Ancien Régime
Nascido em Saint-Sauveur-Lendelin, após estudos de filosofia no Collège de Navarre, iniciou sua carreira no Antigo Regime, fazendo sua primeira aparição como advogado em Paris em 1762. Exerceu os cargos de censeur du Roi (1766) e, em seguida, Inspetor Geral dos Domínios da Coroa (1768).
Durante o início da década de 1760, Lebrun tornou-se discípulo de Montesquieu e admirador da Constituição britânica, viajando pelo sul da Holanda, pela República Holandesa e, finalmente, pelo Reino da Grã-Bretanha.
Ele se tornou um dos chanceler de René Nicolas de Maupeou e um dos principais conselheiros, participando na sua luta contra os parlamentos e compartilhar sua queda em 1774. Lebrun, em seguida, dedicou-se à literatura, traduzindo Jerusalém Libertada de Torquato Tasso (1774) e da Ilíada (1776). Ele retirou-se da vida pública para sua propriedade em Grillon, tentando viver uma vida conforme imaginada por Jean-Jacques Rousseau. Durante o governo de Jacques Necker, ele foi consultado em várias ocasiões, mas nunca nomeado para um alto cargo.

### Assembleia constituinte e política provincial
Com a eclosão da Revolução Francesa em 1789, ele previu sua importância em seu volume La voix du Citoyen, publicado no mesmo ano, e previu o curso que os eventos tomariam. Nos Estados-Gerais e (depois de fazer o juramento da quadra de tênis) na Assembleia Nacional Constituinte, onde se sentou como deputado pelo Terceiro Estado no distrito de Dourdan, ele professou o liberalismo e propôs várias leis financeiras, sem se filiar a nenhuma facção.
Após a votação da Constituição 1791, ele era inelegível para a Assembléia Legislativa (como todos os ex-membros da Assembléia Constituinte), e tornou-se em vez presidente do diretório de Seine-et-Oise departamento. 
Lebrun aposentou-se desta posição em 7 de agosto de 1792 e novamente se aposentou em Dourdan. Três dias depois, a tomada do Palácio das Tulherias sinalizou o movimento em direção ao estabelecimento da República Francesa com a criação da Convenção Nacional. Lebrun despertou ainda mais a indignação dos republicanos ao aceitar representar Dourdan no colégio eleitoral de Seine-et-Oise, que nomeou deputados à Convenção.

### Terror, termidor e diretório
Suspeito durante o Reinado do Terror, foi preso duas vezes: a primeira em setembro de 1793, libertado após a intervenção de Joseph Augustin Crassous (representante em missão em Seine-et-Oise); a segunda vez em junho de 1794 (paradoxalmente, por ordem do mesmo Crassous) - ameaçado com a guilhotina, foi salvo por um parente seu que roubou seu registro de acusação, causando um atraso suficiente para Lebrun ser salvo pelo Reação termidoriana.
Em 1795, Lebrun foi eleito deputado ao Diretório francês do Conselho dos Anciões e,  embora um apoiante da Casa de Bourbon, ele votou contra processos de jacobinos, e mostrou-se a favor da reconciliação nacional.

### Consulado, Império e Restauração
Lebrun foi nomeado Terceiro Cônsul após o golpe de Napoleão Bonaparte em 18 de Brumário no Ano VIII (9 a 10 de novembro de 1799; ver Consulado da França). Nessa qualidade, ele participou ativamente da reorganização das finanças nacionais por Napoleão e da administração dos departamentos da França. Ele foi feito membro da Académie des Inscriptions et Belles-Lettres em 1803 e, em 1804, foi nomeado Arqui-Tesoureiro do Império Francês. De 1805 a 1806, foi governador-geral da Ligúria, período em que completou sua anexação pela França. 
Embora em certa medida se opusesse à autocracia do imperador, ele não era a favor de sua deposição, embora aceitasse o fait accompli da Restauração dos Bourbon em abril de 1814. Luís XVIII fez dele um Par da França, mas durante os Cem Dias, ele aceitou de Napoleão o posto de grand maître de l'Université. Como consequência, ele foi suspenso da Casa dos Pares quando os Bourbons retornaram em 1815, mas foi chamado de volta em 1819. Ele morreu cinco anos depois em Sainte-Mesme (então em Seine-et-Oise, agora em Yvelines).